# 프란체스코 2세 곤차가
프란체스코 2세 곤차가(이탈리아어: Francesco II Gonzaga, 1466년 8월 10일 - 1519년 3월 29일)는 1484년부터 죽을 때까지 이탈리아의 도시국가인 만토바의 후작이 되어 통치하였다. 용병대장으로서 전쟁에서 활발한 활동을 하였다. 부인은 페라라 공국 출신의 이사벨라 테스테(1474~1539)로, 그녀는 르네상스 시대에 활발히 활동을 한 대표적인 여성 중 한 명이었다.

## 일대기

### 어린 시절
프란체스코 2세 곤차가는 만토바에서 페데리코 1세 곤차가 후작의 아들로 태어났다. 1490년 2월 12일, 페라라 공작 에르콜레 1세의 장녀 이사벨라 데스테와 결혼하였다. 용병대장였던 그는 1489년에서부터 1498년까지 베네치아 군대의 지휘관으로 활동하였다.

### 포르노보 전투
1494년 밀라노 공작의 협력하에 프랑스 국왕 샤를 8세가 이탈리아를 침공했다. 이듬해 나폴리를 손쉽게 정복한 프랑스군은 점령군이 되어 약탈을 일삼았고 밀라노의 계승권을 주장하는등 지난 10년 동안 이어져온 이탈리아 반도의 평화를 유린하는 세력이 되었다. 교황을 중심으로 이탈리아 도시 국가들이 외세침략을 물리치기 위해 동맹을 결성하고 나폴리에 있는 프랑스 군의 보급과 연락망을 끓어버렸다. 본토와의 고립을 피하고자 샤를 8세는 귀국을 서둘렀고 양 진영은 이탈리아 북부에서 충돌하였다.
경험 많은 숙부 리돌포 곤차가의 도움을 받으며 1495년 이탈리아 동맹군의 사령관이 된 프란체스코 2세 곤차가는 프랑스 샤를 8세를 상대한 포르노보 전투에 참전했다. 일전을 치른 후 전투의 승패에 대해서는 양측이 상반된 주장을 하였으나 신성동맹이 프랑스군의 귀국을 막지는 못 했지만 큰 피해를 준 것은 사실이었고, 샤를 8세는 간신히 알프스 너머 프랑스로 도망쳐 돌아갔다. 이탈리아 반도 전역은 이 승전보를 기뻐했으며 프란체스코 2세 곤차가는 순식간에 이탈리아의 자유를 지킨 영웅되었다.

### 포로생활
1508년 교황 율리오 2세가 주도하여 베네치아의 세력억제를 위해 만든 캉브레 동맹의 지도자가 되어 참전하였다. 1509년 8월, 파도바 포위군을 지휘하던 프란체스코는 경솔하게도 무방비 상태로 자고 있다가 베네치아군의 기습을 받았다. 그는 거의 알몸인 상태로 달아났다가, 도와주는 척하는 농부에게 붙잡혔다. 프란체스코는 거액의 몸값을 낼 테니 놓아달라고 부탁했지만, 농부는 상대도 하지 않고 그를 베네치아에 넘겨버렸다.
부인 이사벨라 테스데는 공석이 된 만토바를 대리통치하며 남편의 석방을 위해 백방으로 노력을 기울였다. 프랑스 루이 12세, 황제 막시밀리안, 교황 율리오 2세 그리고 베네치아를 상대로 한 석방노력은 이탈리아 반도내 각국의 이해관계가 얽히면서 난항에 빠졌다. 전쟁을 주도한 교황의 노력으로 베네치아의 세력은 약화되었으나 그 과정중에 밀라노를 점령하고 있는 프랑스의 세력이 강해지자 이를 이탈리아내 새로운 위협 요소라고 교황은 판단하였다.
1510년 7월, 적대적이었던 베네치아와 교황이 새롭게 역동맹을 맺어 프랑스를 공격하기 시작했다. 동맹이었던 프랑스는 크게 반발하였으며 이탈리아 도시국가들은 각국의 이해관계에 따라 입장이 갈리면서 1508년에 시작된 캉브레 동맹전쟁은 혼돈속으로 치닫게 되었다.

### 석방 협상
이런 와중에 난항을 걷던 프란체스코 2세의 석방협상은 그를 교황령군의 사령관으로 임명하며, 배신을 막기 위해 그의 아들인 페데리코를 로마에 볼모로 넘기는 조건을 최종적으로 이사벨라 테스데와 베네치아가 수용하는 쪽으로 진행되었다. 이 정도의 타협안이 도출되기까지 부인 이사벨라 테스테의 눈물겨운 노력이 있었다. 큰딸의 결혼을 서둘러 진행한후 사위가 된 우르비노 공작을 교황에 대한 로비창구로 사용하기도 했다. 사위 우르비노 공작을 활용했던 이유는 그가 교황 율리오 2세의 조카였기 때문이다.
1510년 7월 16일, 프란체스코 2세는 석방되었고 10살이 된 그의 어린 아들은 교황 율리오 2세가 있는 로마로 보내져 볼모 생활을 하게 되었다. 협상이 진행되는 동안 부인 이사벨라 테스데는 주변으로부터 많은 오해를 받기도 했다. 그러나 캉브레 동맹전쟁이 한창이던 그 시절은 한 치 앞도 내다볼수 없을정도로 이탈리아 반도의 정세가 불안했음에도 불구하고 그녀는 힘없는 중소 도시국가 만토바를 외세에 침입으로부터 잘 지켜냈으며 여러 강대국과의 협상에서 뛰어난 외교적 능력을 발휘하였다는 평가를 받게 되었다.

### 예술가 후원
부부의 통치 아래, 안드레아 만테냐와 자코포 보나콜시와 같은 예술가들이 도시에 머무면서 만토바는 문화적으로 빛나는 위대한 시대가 도래하게 되었다. 프란체스코는 나중에 카이사르의 개선이 걸리는 산 세바스티아노 궁전을 건설하였다.

### 사망
그가 매춘부를 통해 매독에 걸려 죽어버리자, 후임은 아들 페데리코와 섭정 역할을 하고 있던 아내 이사벨라가 계승하였다. 그의 또 다른 아들 페란테 곤차가는 과스탈라의 백작 분가의 시초가 되었다. 이사벨라는 남편의 묘지 설계를 라파엘로에게 맡겼다. 하지만 이것은 라파엘로의 갑작스러운 죽음으로 실현되지 못했다.

## 같이 보기
- 만토바 공국
- 콘도티에리
- 이탈리아 전쟁

## 참고 자료
- Nicolle, David (1996). 《Fornovo 1495》. Osprey Publishing.
- Roeder, Ralph (1933). 《The Man of the Renaissance》. Viking Press.